# Großsteingrab am hohen Stein und der hohe Stein
De hunebedden Am hohen Stein en Der hohe Stein zijn twee ganggraven die in elkaars nabijheid liggen in Garen. Ze zijn onderdeel van de Straße der Megalithkultur. De bouwwerken uit het neolithicum zijn opgericht tussen 3500 en 2800 v.Chr. en worden toegewezen aan de Trechterbekercultuur. Ze zijn ook bekend onder Sprockhoff Nr's 964 en 963.

## Ligging
In Garen, ongeveer drie kilometer ten zuiden van Lindern, in Landkreis Cloppenburg in Nedersaksen, begint de weg naar Wachtum (Hünensteinweg). Ongeveer in het midden tussen de dorpen begint de weg die naar de hunebedden leidt. Twee zwerfstenen markeren deze weg. Een voetweg loopt naar het eerste hunebed („Am hohen Stein“) op ongeveer 150 meter, na nog eens 150 meter bereikt men het tweede hunebed („Der hohe Stein“).

## De benamingen
Het hunebed met Sprockhoff Nr. 963 wordt in Die Bau und Kunstdenkmäler des Herzogtums Oldenburg, deel 3 (1906) benoemd als „Denkmal am Hohen Stein“. Hunebed met Sprockhoff Nr. 964 wordt „Hoher Stein“ genoemd. Op de informatieborden komen de namen niet overeen met de Sprockhoff nummering. 

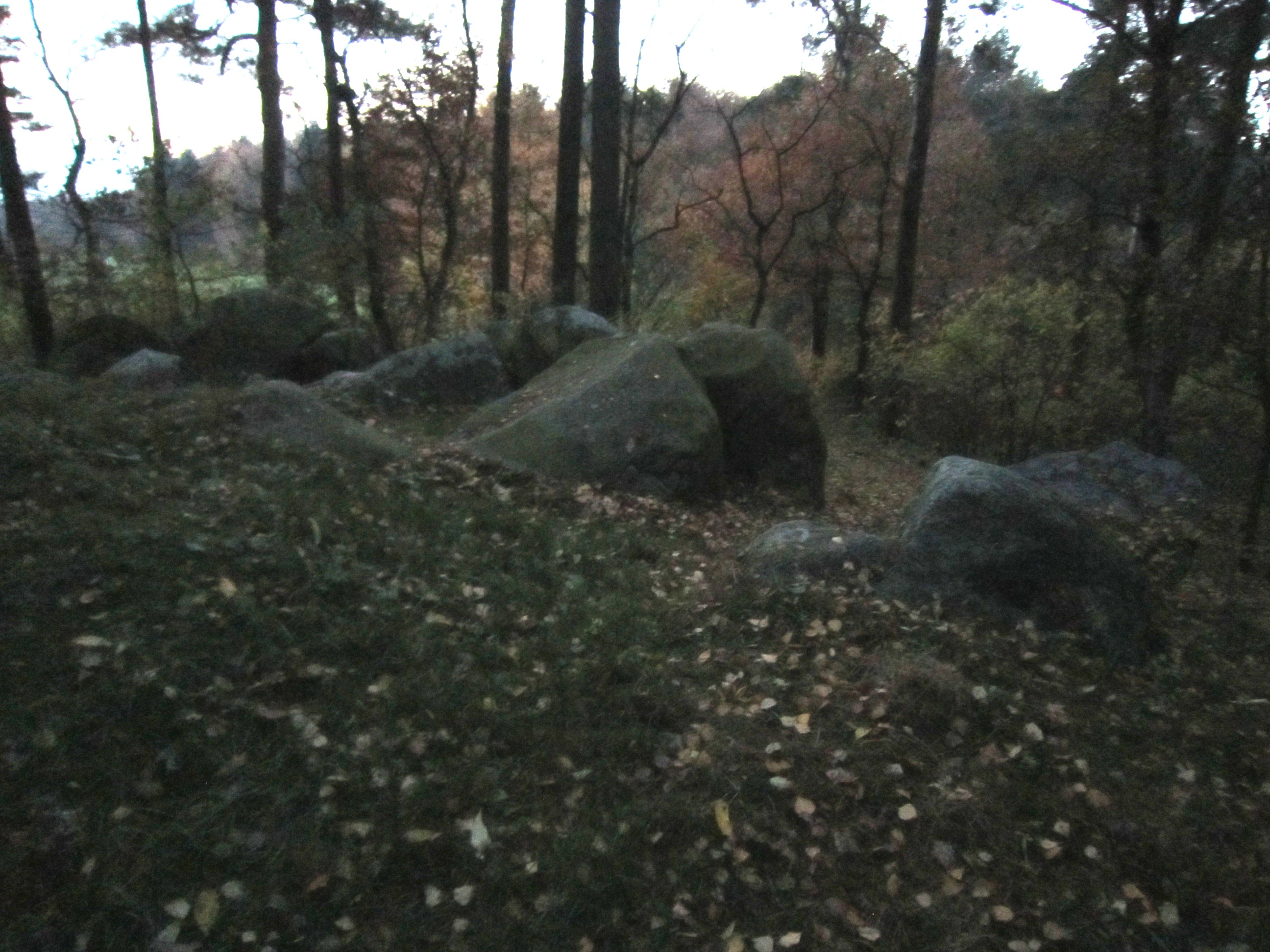
Hunebed „Am hohen Stein“ (964)

## Am hohen Stein
Voor men bij de „Hohen Stein“ aankomt, komt men over een kleine heuvel waar elf stenen liggen (negen draagstenen en twee dekstenen waarvan één is beschadigd). 
De west-oost georiënteerde kamer (die ooit 8 x 1,6 meter groot was) is volledig verstoord. De dekheuvel is nog te herkennen.

## Der hohe Stein
De Emsländische Kammer ligt op een ongeveer drie meter hoge zandduin. De noordoost-zuidwest georiënteerde kamer is ongeveer 9,2 × 2,5 meter groot. Er zijn nog 15 draagstenen bewaard gebleven, deze zijn gedeeltelijk nog in situ. Van de oorspronkelijke zes dekstenen ontbreken er drie en de andere zijn in de kamer gevallen. Eén deksteen is gebroken. De grootste deksteen is 2,45 × 1,6 × 1,0 meter groot.

## Weblinks
- Beschreibung, Plan und Bilder